# Alcohol 120%
Alcohol 120% — проприетарная компьютерная программа для создания образов CD- и DVD-дисков, создания виртуальных приводов CD и DVD (максимум 31 привод), имеется возможность указания регионального кода виртуального привода, а также для записи CD- и DVD-дисков. Также имеется бесплатная полностью функциональная версия для некоммерческого использования Alcohol 120% Free Edition. 
Есть также другая версия программы — Alcohol 52%, в которой отсутствует возможность записи дисков CD и DVD и предусмотрен бесплатный вариант, предназначенный только для частного некоммерческого использования.
Функция записи изображений Alcohol 120% позволяет обходить некоторые схемы защиты от копирования, такие как SafeDisc, SecuROM и Data Position Measurement (DPM). Однако для некоторых схем защиты от копирования требуется аппаратное обеспечение горелки, способное воспроизвести защиту от копирования. Устройство также может создавать образы файловых систем PlayStation и PlayStation 2. В программе отсутствует возможность резервного копирования DVD-дисков, зашифрованных с помощью системы Content Scramble System. Из-за юридических ограничений Alcohol Soft решила не включать эту функцию.
Некоторые производители программного обеспечения используют методы «черного списка», чтобы не позволить Alcohol 120% копировать их диски. Изначально пользователям приходилось использовать сторонние инструменты для борьбы с черными списками, такие как Anti-blaxx, CureROM и Y.A.S.U. Позже Alcohol 120% включила собственный компонент «Alcohol Cloaking Initiative for DRM» (A.C.I.D).
Alcohol Soft заявила, что не будет разрабатывать редактор образов для Alcohol 120%.
Последние версии Alcohol 120% поставляются с компонентом «Alcohol Cloaking Initiative for DRM» (A.C.I.D), который скрывает эмулированные диски от SecuROM 7 и SafeDisc 4. 

## Возможности программы
- Добавление в систему до 31 виртуального привода (используется SCSI Pass Through Direct (SPTD) layer)[5];
- Создание образов дисков CD, DVD и Blu-ray, поддержка образов в форматах MDF/MDS, CCD, BIN/CUE, ISO, CDI, BWT, B5T, B6T, BWI, BWS, BWA, ISZ;
- Запись образов дисков CD, DVD и Blu-ray;
- Прямое копирование с диска на диск;
- Стирание информации с дисков CD-RW, DVD-RW и BD-RE;
- Поиск файлов-образов дисков;
- Экспорт и импорт списков файлов-образов;
- Установка регионального кода привода[3].

## Y.A.S.U
Y.A.S.U (Yet Another SecuROM Utility) — первоначально разработанная для DAEMON Tools утилита, позволяющая скрыть виртуальные приводы от SecuROM 7 и SafeDisc 4. Позднее создана сторонними разработчиками версия и для Alcohol 120%.

## A.C.I.D
A.C.I.D (Alcohol Cloaking Initiative for DRM) — встроенная в Alcohol 120% утилита основана на программе Y.A.S.U и аналогична ей.